# Groot-Brittannië op de Olympische Jeugdzomerspelen 2010
Groot-Brittannië nam deel aan de Olympische Jeugdzomerspelen 2010 in Singapore, de eerste editie van de Olympische Jeugdspelen.

## Medailleoverzicht
| Sport                                                                     | Olympiër                            | Discipline          | Medaille |
| ------------------------------------------------------------------------- | ----------------------------------- | ------------------- | -------- |
| Gymnastiek                                                                | Sam Oldham                          | rekstok (m)         | Goud     |
| Roeien                                                                    | Fiona Gammond Georgia Howard-Meriil | twee zonder (v)     | Goud     |
| Taekwondo                                                                 | Jade Jones                          | tot 55 kg (v)       | Goud     |
| Gymnastiek                                                                | Sam Oldham                          | paard voltige (m)   | Zilver   |
| Atletiek                                                                  | David Bolarinwa                     | 100 m (m)           | Brons    |
| Atletiek                                                                  | Charlie Grice                       | 1000 m (m)          | Brons    |
| Zeilen                                                                    | Kieran Martin                       | plankzeilen (m)     | Brons    |
| Zwemmen                                                                   | Eleanor Faulkner                    | 400 m vrij (v)      | Brons    |
| Zwemmen                                                                   | Rachael Kelly                       | 100 m vlinder (v)   | Brons    |
| Als lid van een gemengd landenteam (telt niet mee voor landen klassement) |                                     |                     |          |
| Paardensport                                                              | Carian Scudamore                    | gemengd team        | Goud     |
| Tennis                                                                    | Oliver Golding                      | dubbelspel (m)      | Goud     |
| Atletiek                                                                  | David Bolarinwa                     | wisselestafette (m) | Zilver   |
| Atletiek                                                                  | Annie Taylor                        | wisselestafette (v) | Brons    |

Afghanistan · Albanië · Algerije · Amerikaanse Maagdeneilanden · Amerikaans-Samoa · Andorra · Angola · Antigua en Barbuda · Argentinië · Armenië · Aruba · Australië · Azerbeidzjan · Bahama's · Bahrein · Bangladesh · Barbados · België · Belize · Benin · Bermuda · Bhutan · Bolivia · Bosnië en Herzegovina · Botswana · Brazilië · Britse Maagdeneilanden · Brunei · Bulgarije · Burkina Faso · Burundi · Cambodja · Canada · Centraal-Afrikaanse Republiek · Chili · China · Chinees Taipei · Colombia · Comoren · Congo-Brazzaville · Congo-Kinshasa · Cookeilanden · Costa Rica · Cuba · Cyprus · Denemarken · Djibouti · Dominica · Dominicaanse Republiek · Duitsland · Ecuador · Egypte · El Salvador · Equatoriaal-Guinea · Eritrea · Estland · Ethiopië · Fiji · Filipijnen · Finland · Frankrijk · Gabon · Gambia · Georgië · Ghana · Grenada · Griekenland · Groot-Brittannië · Guam · Guatemala · Guinee · Guinee‑Bissau · Guyana · Haïti · Honduras · Hongarije · Hongkong · Ierland · IJsland · India · Indonesië · Irak · Iran · Israël · Italië · Ivoorkust · Jamaica · Japan · Jemen · Jordanië · Kaaimaneilanden · Kaapverdië · Kameroen · Kazachstan · Kenia · Kirgizië · Kiribati · Koeweit · Kroatië · Laos · Lesotho · Letland · Libanon · Liberia · Libië · Liechtenstein · Litouwen · Luxemburg · Macedonië · Madagaskar · Malawi · Malediven · Maleisië · Mali · Malta · Marshalleilanden · Marokko · Mauritanië · Mauritius · Mexico · Micronesië · Moldavië · Monaco · Mongolië · Montenegro · Mozambique · Myanmar · Namibië · Nauru · Nederland · Nederlandse Antillen · Nepal · Nicaragua · Nieuw-Zeeland · Niger · Nigeria · Noord-Korea · Noorwegen · Oeganda · Oekraïne · Oezbekistan · Oman · Oostenrijk · Oost‑Timor · Pakistan · Palau · Palestina · Panama · Papoea-Nieuw-Guinea · Paraguay · Peru · Polen · Portugal · Puerto Rico · Qatar · Roemenië · Rusland · Rwanda · Saint Kitts en Nevis · Saint Lucia · Saint Vincent en Grenadines · Salomonseilanden · Samoa · San Marino · Sao Tomé en Principe · Saoedi-Arabië · Senegal · Servië · Seychellen · Sierra Leone · Singapore · Slovenië · Slowakije · Soedan · Somalië · Spanje · Sri Lanka · Suriname · Swaziland · Syrië · Tadzjikistan · Tanzania · Thailand · Togo · Tonga · Trinidad en Tobago · Tsjaad · Tsjechië · Tunesië · Turkije · Turkmenistan · Tuvalu · Uruguay · Vanuatu · Venezuela · Verenigde Arabische Emiraten · Verenigde Staten · Vietnam · Wit-Rusland · Zambia · Zimbabwe · Zuid-Afrika · Zuid-Korea · Zweden · Zwitserland